# Pirramurra tuberculata
Pirramurra tuberculata är en stekelart som beskrevs av Belokobylskij, Iqbal och Austin 2004. Pirramurra tuberculata ingår i släktet Pirramurra och familjen bracksteklar. Inga underarter finns listade i Catalogue of Life.